# 広島太郎
広島 太郎（ひろしま たろう、1947年 - ）は、広島県広島市の繁華街で頻繁に目撃されるホームレスの男性である。
数十年間に渡り、汚れた服と奇抜なマントをまとい、たくさんのぬいぐるみを身につけた姿で路上生活を続けているとされる。
実在の人物ではあるが、そのインパクトのある風体から、ある種の都市伝説としても語られることがある。

## 概要
1947年、広島市安佐南区で生まれる。父親は鉄工関係の仕事に従事しており昔気質で厳しかった。幼少期は草野球と絵を描くことが好きな、ごく普通の少年だったという。
高校卒業後は、広島大学政経学部経済学科に入学した。当時は学園紛争の時代であったが、「ハト派」で勉学ひとすじであり、級友からは「学者さん」と呼ばれていたという。1970年に広島大学政経学部経済学科を卒業。
昭和45年、大学卒業と同時に東洋工業（現マツダ）に入社。サバンナ、カペラ、ルーチェなど往年の名車の設計に、設計技師として勤務して関わっていた。しかし、同じ会社に勤めていた女性に恋していたが、彼女が会社の同僚と結婚した挙句、結婚式ではスピーチまでさせられた事から、傷心のあまり仕事が手につかなくなり、26歳の夏に退社してしまう。
東洋工業退社から2ヶ月後、ブラザーミシンの就職試験を受けて合格するが、新人研修で営業マンがお客様の女性たちに平身低頭するのを見て、「仕事であろうが、日本男児が女に頭を下げることはできん！」と、一日目にして退社を決める。それからホームレスとなる。仕事を辞めた時点で、激怒した父に勘当され、「父親が死んだのもあとで知った」という。
その奇妙な出で立ちや広島の中心街を棲息地とすることなどから、広島のローカル有名人としての認知度は高い。大きな押し車に家財道具一式を乗せていて、夜になると市内の洋裁材料店の前にいた。また広島本通商店街で見かけられたことから、かつては「本通太郎」と呼ばれていた。

## 都市伝説
あくまで都市伝説であり、その時々に諸説飛び交っている。その一例を挙げる。
- 「あんた広大出とるんね」と尋ねたところ、本当は広島商科大学卒で吉田拓郎と同期ではないかとされる[2]。
- サインを頼んだが500円とられた[2]。2019年11月18日、サインを依頼したところ、千円要求され支払った。
- 写真撮影を依頼したところ、「モデル料千円」と言われ支払った。
- 広島のタウン情報誌『ぴーぷる』に出たことがある[3]。
- 収入源は競馬の予想やスタンド・バーの紹介[3]。
- スーパーの試食で広島太郎だけは追い払ってはいけないと店長から言われた[3]。
- なぜか不良に絡まれない[4]。
- とても頭がよく、難しい漢字もすらすらと書く[4]。
- 哲学的な言葉を書いたダンボールの切れ端を売っている[5]。

## 出演
- 1959年9月13日 11PM

- 2010年5月22日（土）〜7月19日（月・祝） 「HEAVEN　都築響一と巡る社会の窓から見たニッポン」（広島市現代美術館） - 広島太郎の姿がメインビジュアルとして抜擢された[6]。
- 2011年11月1日  viii （ふらんす座） - ライブ出演[7]。
- 2013年11月1日 NHKドキュメント72時間「”広島太郎”を探して」
- 2024年3月20日 エッセーひろしま「可能性があればチャレンジ」（日刊わしら、清古尊・編） -  第一回わしデミー賞受賞作品[8]。

## 関連書籍・著作
- 『ニッポンの貧乏』 加藤利明文・二ノ宮知子絵、 スターツ出版、1993年
- 『実話ナックルズ』ミリオン出版
- 『広島人あるある』 幸部辰哉著、 TOブックス、2014年